# Collegio uninominale Campania - 05 (2017)
Il collegio elettorale uninominale Campania - 05 è stato un collegio elettorale uninominale della Repubblica Italiana per l'elezione del Senato tra il 2017 ed il 2022.

## Territorio
Come previsto dalla legge elettorale italiana del 2017, il collegio era stato definito tramite decreto legislativo all'interno della circoscrizione Campania.
Era formato dal territorio di 28 comuni: Camposano, Carbonara di Nola, Casamarciano, Cercola, Cicciano, Cimitile, Comiziano, Liveri, Massa di Somma, Nola, Ottaviano, Palma Campania, Poggiomarino, Pollena Trocchia, Portici, Roccarainola, San Gennaro Vesuviano, San Giorgio a Cremano, San Giuseppe Vesuviano, San Paolo Bel Sito, San Sebastiano al Vesuvio, Sant'Anastasia, Saviano, Somma Vesuviana, Striano, Terzigno, Tufino, Visciano.
Il collegio era quindi interamente compreso nella città metropolitana di Napoli.
Il collegio era parte del collegio plurinominale Campania - 03.

## Eletti
| Elezione | Elezione | Senatore         | Partito            |
| -------- | -------- | ---------------- | ------------------ |
|          | 2018     | Francesco Urraro | Movimento 5 Stelle |
|          | 2019     | Francesco Urraro | Lega               |

## Dati elettorali

### XVIII legislatura
Come previsto dalla legge elettorale, 116 senatori erano eletti con sistema a maggioranza relativa in altrettanti collegi uninominali a turno unico.
| Candidati              | Candidati                    | Voti    | %     | Liste                           | Voti    | %     |
| ---------------------- | ---------------------------- | ------- | ----- | ------------------------------- | ------- | ----- |
|                        | Francesco Urraro ✔️ Eletto   | 107 832 | 51,26 | Movimento 5 Stelle              | 107 832 | 51,26 |
|                        | Nunzio Francesco Testa       | 62 762  | 29,83 | Forza Italia                    | 46 044  | 21,89 |
| Lega                   | Nunzio Francesco Testa       | 62 762  | 29,83 | 6 037                           | 2,87    |       |
| Fratelli d'Italia      | Nunzio Francesco Testa       | 62 762  | 29,83 | 5 429                           | 2,58    |       |
| Noi con l'Italia - UDC | Nunzio Francesco Testa       | 62 762  | 29,83 | 5 252                           | 2,50    |       |
|                        | Libera D'Angelo              | 27 768  | 13,20 | Partito Democratico             | 24 343  | 11,57 |
| +Europa                | Libera D'Angelo              | 27 768  | 13,20 | 1 756                           | 0,83    |       |
| Italia Europa Insieme  | Libera D'Angelo              | 27 768  | 13,20 | 1 204                           | 0,57    |       |
| Civica Popolare        | Libera D'Angelo              | 27 768  | 13,20 | 465                             | 0,22    |       |
|                        | Maria Francesca Tripaldi     | 5 453   | 2,59  | Liberi e Uguali                 | 5 453   | 2,59  |
|                        | Natale Di Bernardini         | 2 902   | 1,38  | Potere al Popolo!               | 2 902   | 1,38  |
|                        | Maria Giuseppa Rosaria Nappa | 930     | 0,44  | CasaPound                       | 930     | 0,44  |
|                        | Giuseppina Iannuzzi          | 893     | 0,42  | Italia agli Italiani            | 893     | 0,42  |
|                        | Domenico Chianese            | 849     | 0,40  | Il Popolo della Famiglia        | 849     | 0,40  |
|                        | Antonietta Martini           | 484     | 0,23  | Partito Comunista               | 484     | 0,23  |
|                        | Maria Rosaria Speranza       | 196     | 0,09  | PRI - ALA                       | 196     | 0,09  |
|                        | Saveria Albanese             | 169     | 0,08  | Per una Sinistra Rivoluzionaria | 169     | 0,08  |
|                        | Maurizio Liberti             | 130     | 0,06  | Partito Valore Umano            | 130     | 0,06  |
| Totale                 | Totale                       | 210 368 | 100   |                                 | 210 368 | 100   |
|                        |                              |         |       |                                 |         |       |
| Voti non validi        | Voti non validi              | 6 252   | 2,89  |                                 |         |       |
| Votanti                | Votanti                      | 216 620 | 70,68 |                                 |         |       |
| Elettori               | Elettori                     | 306 484 |       |                                 |         |       |